# تیلور سنت کلر
تیلور سنت کلر (انگلیسی: Taylor St. Claire؛ زاده ۱ ژوئن ۱۹۶۹) بازیگر پورنوگرافی اهل ایالات متحده آمریکا است.